# Jakob Freudenthal
Jakob Freudenthal (* 20. Juni 1839 in Bodenfelde (Königreich Hannover); † 1. Juni 1907 in Schreiberhau) war ein deutscher Philosoph und Schriftsteller.

## Leben und Wirken
Freudenthal studierte an den Universitäten Breslau und Göttingen sowie am Rabbinerseminar in Breslau. Nach Studienabschluss war er zunächst Lehrer an der Samson-Schule in Wolfenbüttel (1863/64), danach bis 1888 Lehrer am Breslauer Seminar. Parallel dazu war er ab 1875 Philosophiedozent an der Universität Breslau. Im Zentrum von Freudenthals wissenschaftlichen Publikationen stehen Studien zur Lebensgeschichte und Philosophie Spinozas.
Ab 1869 war Freudenthal mit Therese Sachs verheiratet, einer Tochter des Berliner Rabbiners Michael Sachs. Der Rechtswissenschaftler Berthold Freudenthal war ein Sohn des Ehepaares.
1878 wurde er zum außerordentlichen, 1888 zum ordentlichen Professor berufen. Er war von 1894 bis 1896 Mitglied des Senats der Universität und von 1898 bis 1899 Dekan der philosophischen Fakultät. Die Preußische Akademie der Wissenschaften unterstützte seine Forschungen in England im Jahr 1888 zum Studium der britischen Philosophie und in den Niederlanden im Jahr 1898 zur Erforschung des Lebens von Spinoza. die Ergebnisse dieser Reisen waren seine Beiträge zur Englischen Philosophie, veröffentlicht im Archiv für Geschichte der Philosophie (4–6, 1891), und Die Lebensgeschichte Spinozas (Leipzig, 1899).

## Werke
- Ueber den Begriff der Φαντασία bei Aristoteles. 1863.
- Die Flavius Josephus beigelegte Schrift über die Herrschaft der Vernunft. 1869.
- Alexander Polyhistor und die von ihm erhaltenen Reste judäischer und samaritanischer Geschichtswerke (= Hellenistische Studien.) Breslau 1875 / 1879.
- Ueber die Theologie des Xenophanes. 1886.
- Spinoza. Sein Leben und seine Lehre. Erster Band: Das Leben Spinozas. Stuttgart 1904.
  - Spinoza. Leben und Lehre. Auf Grund des Nachlasses von J. Freudenthal bearbeitet von Carl Gebhardt. 2. Auflage, Heidelberg: Carl Winter, 1927 (= Bibliotheca Spinozana curis societatis Spinozanae. Band 5).
- Über den Text der Lucasschen Biographie Spinozas. In: Zeitschrift für Philosophie und philosophische Kritik. 126, 1905, S. 189–208.

Herausgeber
- Die Lebensgeschichte Spinoza’s in Quellenschriften, Urkunden und nichtamtlichen Nachrichten. Mit Unterstützung der Königlichen Preußischen Akademie der Wissenschaften herausgegeben von J. Freudenthal, Leipzig 1899.
  - Die Lebensgeschichte Spinozas. Mit einer Bibliographie. Hrsg. von Manfred Walther unter Mitarbeit von Michael Czelinski. 2., stark erw. und vollst. neu kommentierte Auflage der Ausg. von Jakob Freudenthal 1899, Stuttgart-Bad Cannstatt: Frommann-Holzboog (Specula; Band 4) [Band 1. Lebensbeschreibungen und Dokumente; Band 2. Kommentar].